# Bibhutibhushan Bandyopadhyay

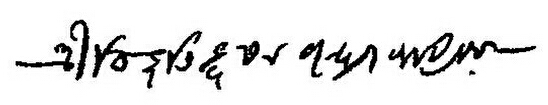
Firma di Bibhutibhushan Bandyopadhyay

Bibhutibhushan Bandyopadhyay, noto anche con lo pseudonimo di Banerjee o Banerji (in bengali বিভূতিভূষণ বন্দ্যোপাধ্যায় ; Kanchrapara, 12 settembre 1894 – Ghatshila, 1º novembre 1950), è stato uno scrittore indiano di etnia bengalese.

## Biografia
Primo di cinque figli, nacque il 12 settembre 1894 nel villaggio di Muratipur, vicino a Kanchrapara, nel Bengala. Il padre Mahananda Banerjee era un noto studioso di sanscrito.
Studiò alla Bongaon High School, una delle più antiche scuole dell'India britannica. Si laureò in economia, storia e sanscrito al Surendranath College (allora chiamato Ripon College) di Calcutta. Per motivi economici non poté iscriversi al corso post-laurea all'Università di Calcutta, iniziò a lavorare come insegnante in una scuola di Jangipara, nel Distretto di Hooghly e poi alla Khelatchandra Memorial School.
Nel 1921 scrisse il primo racconto dal titolo Upekshita su Probashi, una delle principali riviste letterarie bengalesi dell'epoca. Non attirò l'attenzione della critica fino al 1929, quando scrisse il suo primo romanzo dal titolo Pather Panchali, a cui seguì Aparajito (pubblicato inizialmente come romanzo d'appendice in un periodico nel 1928). Entrambi i libri furono tradotti in numerose lingue e adattati a livello cinematografico nella Trilogia di Apu (formata dai film Il lamento sul sentiero, Aparajito e Il mondo di Apu) da Satyajit Ray. 
Nel 1940 ideò il personaggio immaginario Taranath Tantrik, un astrologo e occultista che compare in alcuni suoi libri. Il personaggio è stato ripreso nei libri Taranath Tantric (1985) e Alatchakra (2003) scritti dal figlio Taradas Bandyopadhyay.
Bandyopadhyay morì a Ghatshila il 1º novembre 1950 a causa di un infarto. Nel 1951 gli venne conferito postumo il Rabindra Puraskar, che è il più importante premio letterario del Bengala occidentale, per l'opera Ichhamati.

## Stile e critica
Le sue opere, principalmente romanzi d'avventura, sono in gran parte ambientate nel Bengala rurale, alcune a Bangaon, tra cui Pather Panchali, Adarsha Hindu Hotel, Ichamati e Bipiner Sansar, mentre Aranyak è ambientato in una foresta a Bhagalpur. Chander Pahar, Hira Manik Jwale e Maraner Donka Baje sono ambientati nelle montagne del Richtersveldt, nel deserto del Kalahari, nelle isole indocinesi e tra le rovine di antiche città imperiali indù e in Cina durante la seconda guerra mondiale.
Pather Panchali è considerata una delle più grandi opere letterarie che descrivono la vita rurale e come uno dei migliori romanzi nella letteratura indiana del ventesimo secolo. La traduzione del 1968 a opera di TW Clark e Tarapada Mukherji, pubblicata dall'Indiana University Press, è inserita nella collezione di opere rappresentative dell'UNESCO. Una versione leggermente modificata del romanzo è stata introdotta dal 2013 nei corsi di bengalese nelle scuole secondarie indiane. 
Parti dell'opera sono state tradotte e inserite nell'antologia The Picador Book of Modern Indian Literature di Amit Chaudhuri, che ha definito il romanzo come «unico per la sua tenerezza e poesia». Il critico Martin Seymour-Smith in Guide to Modern World Literature del 1975, descrive Bandyopadhyay come «forse il migliore di tutti i romanzieri indiani moderni» e a proposito di Pather Panchali afferma che «probabilmente nulla nella letteratura indiana del ventesimo secolo, in prosa o poesia, arriva al suo livello».

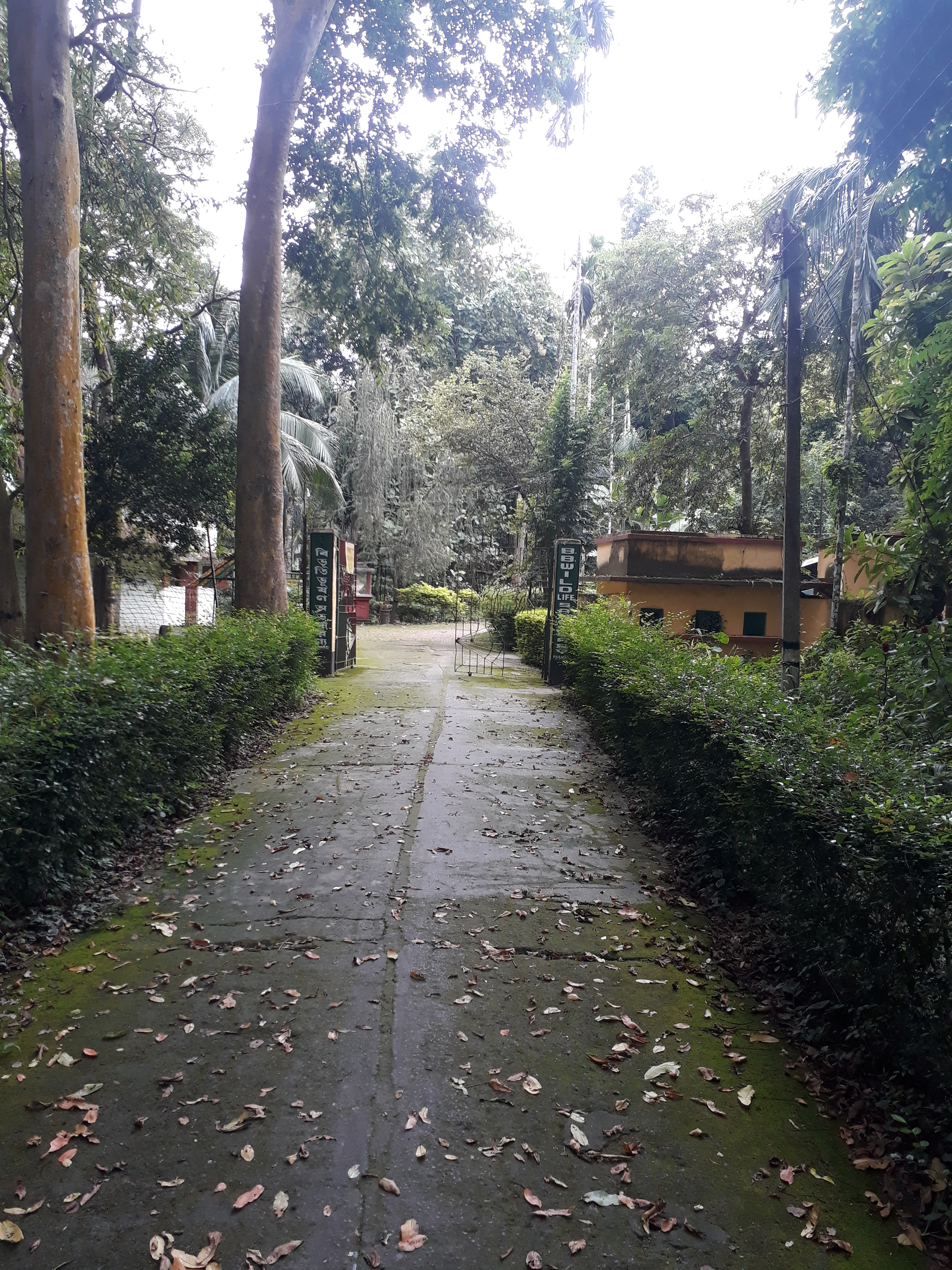
Ingresso del Bibhutibhusan wildlife sanctuary nel Distretto dei 24 Pargana Nord (Bengala Occidentale), intitolato a Bibhutibhushan Bandyopadhyay

## Opere

### Romanzi
- Pather Panchali (1929)
- Aparajito (1931)
- Chander Pahar (1937)
- Aranyak (1939)
- Adarsha Hindu Hotel (1940)
- Dristi Pradeep (1941)
- Bipiner Sangsar (1941)
- Dui Bari (1941)
- Anubartan (1942)
- Mismider Kabach (1942)
- Debjan (1943)
- Hire Manik Jale (1946)
- Ichhamati (1950 - postumo)
- Ashani Sanket (1959 - postumo)
- Aam Aatir Bhenpu (1963 - postumo)
- Kajal (2011 - postumo)
- Kedar Raja (postumo)
- Dampati (postumo)
- Sundarbane Sat Batsar (postumo)
- Maroner Danka Baje (postumo)

### Raccolte di racconti
- Megha Mallar (1956)
- Mauriphool
- Jatrabadol
- Jonmo o Mrittu
- Kinnardal
- Taal Nabami
- Benigir Fulbari
- Nabagata
- Taranath Tantrik

## Adattamenti cinematografici delle sue opere
- Il lamento sul sentiero (Pather Panchali), regia di Satyajit Ray (1955)[13]
- Aparajito, regia di Satyajit Ray (1956)[13]
- Adarsha Hindu Hotel, regia di Ardhendu Sen (1957)[14]
- Il mondo di Apu (Apur Sansar), regia di Satyajit Ray (1959)[13]
- Baksa Badal, regia di Nityananda Datta (1970)[15]
- Nishi Padma, regia di Arabinda Mukhopadhyay (1970)[13]
- Amar Prem, regia di Shakti Samanta (1972)[13]
- Nimantran, regia di Tarun Majumdar (1971)[13]
- Tuoni lontani (Ashani Sanket), regia di Satyajit Ray (1973)[16]
- Alo, regia di Tarun Majumdar (2003)[17]
- The festival (Talnabami), regia di Dhananjoy Mandal (2003)
- Bhalobasar Onek Naam, regia di Tarun Majumdar (2006)[18]
- Chander Pahar, regia di Kamaleshwar Mukherjee (2013)[19]
- Amazon Obhijaan, regia di Kamaleshwar Mukherjee (2017)[20]
- Colours of Innocence, regia di Manas Mukul Pal (2017)[21]
- Avijatrik, regia di Subhrajit Mitra (2021)[22]